# Lacey Baldwin Smith
Pour les articles homonymes, voir Smith.
Lacey Baldwin Smith, né le 3 octobre 1922 à Princeton dans le New Jersey et mort le 8 septembre 2013 à Greensboro dans le Vermont, est un historien américain, spécialisé sur l'étude de l'Histoire de l'Angleterre au XVIe siècle.

## Biographie
Smith est l'auteur de nombreux ouvrages, avec parmi ceux-ci, Henry VIII: The Mask of Royalty en 1973 et Anne Boleyn: The Queen of Controversy en 2013.
Il enseigne l'histoire à l'Université de Princeton, au Massachusetts Institute of Technology et à l'Université Northwestern de Chicago, où il exerce ses fonctions entre 1955 et 1993.
Il est élu membre de la Royal Society of Literature en 1972.

## Ouvrages
- Tudor Prelates and Politics, 1536-1558 (Princeton Studies in History. vol. 8.) (1953)
- Catherine Howard: A Tudor Tragedy
- The Elizabethan Epic (1966)
- The Horizon Book of the Elizabethan World (1966; Reprinted as The Elizabethan World, 1973)
- Henry VIII: The Mask of Royalty (1973)
- Elizabeth Tudor: Portrait of a Queen (1976)
- Dimensions of the Holocaust - A series of lectures presented at Northwestern University and coordinated by the Department of History by Elie Wiesel and Lacey Baldwin Smith (1983)
- Treason in Tudor England: Politics & Paranoia (1986)
- Fools, Martyrs. Traitors: The Story of Martyrdom in the Western World (1997)
- English History Made Brief, Irreverent and Pleasurable (2007)
- This Realm of England 1399-1688
- Anne Boleyn: The Queen of Controversy (2013)
- In bed with Anne Boleyn (2014)